# 中央通訊社
中央通訊社（ちゅうおうつうじんしゃ、略称：中央社）は、中華民国（台湾）唯一の国営通信社である。英文表記は、The Central News Agency（CNA) 。
2008年12月30日に創刊した月刊誌「全球中央」 (CNA News World) を発行する。インターネットニュース「商情快報」および「台商網電子報」を配信している。
台湾国内のニュース配信の他、35の海外拠点およびイギリス：ロイター、フランス：AFPと提携による国際ニュースを中国語、英語、日本語で配信している。
2012年12月7日、日本の共同通信社と協力覚書 (MOU) に調印し、2013年5月1日にニュース交換協定を締結。これにより中日英3か国語によるニュースを交換する協力関係を築いた。

## 略史
- 1924年4月1日　広州で設立。
- 1949年　中華民国政府と共に台北に移転。
- 1973年4月2日　股份有限公司（株式会社）に改組。
- 1996年7月1日　財団法人（非営利組織）化。
- 2008年　デジタルメディアに進出。
- 2011年7月　日本語ニュースサイト「フォーカス台湾」がスタート[1]。